# Łabożskoje
Łabożskoje (ros. Лабожское) – wieś (dieriewnia) w Rosji, w Nienieckim Okręgu Autonomicznym, w rejonie zapolarnym. W 2021 liczyła 129 mieszkańców.